# بوزون هيغز
بوزون هيغز (بالإنجليزية: Higgs boson)‏ . جسيم أولي يُظن أنه المسؤول عن اكتساب المادة لكتلتها. وقد تم رصد إشارات لجسيم هيغز عملياً في عام 2011 في مايعرف بـ مصادم الهادرونات الكبير، وأعلن مختبر سيرن في 4 يوليو 2012 أنه متأكد بنسبة 99.999% من وجود بوزون هيغز فعلياً. وكان قد تنبأ الفيزيائي الإسكتلندي «بيتر هيغز» عام 1964 بوجوده في إطار النموذج الفيزيائي القياسي الذي يفترض أن القوى الأساسية قد انفصلت عند الانفجار العظيم، وكانت قوة الجاذبية هي أول ما انفصل ثم تبعتها بقية القوى. ويُعتقد طبقا لهذه النظرية أن البوزون - وهو جسيم أولي افتراضي ثقيل، تبلغ كتلته نحو 200 مرة كتلة البروتون حسب نظرية هيغز - هو المسؤول عن طريق ما ينتجه من  مجال هيجز  على حصول الجسيمات الأولية لكتلتها، مثل الإلكترون والكواركات وغيرها. فالتصور هو انه عندما يتحرك فهو يعاني مقاومة من مجال هيغز، تلك المقاومة تظهر على اللإلكترون في هيئة كتلة. كل جسيم أولى يكتسب كتلته عندما يتحرك في مجال هيغز «الأساسي» ويتأثر بهذا المجال. فالبروتون مثلا يعاني في مجال هيغز أكثر مما يعاني الإلكترون، وهذا هو تفسير هيغز بأن البروتون أكبر كتلة نحو 1840 مرة من كتلة الإلكترون. وطبقا لنظرية هيغز كل جسيم أولى يكتسب كتلته بقدر تأثره وتفاعله مع مجال هيغز. صاغ هيغز نظريته هذه خلال الستينيات من القرن الماضي.
لإثبات صحة نظرية هيغز من عدمها كان لابد للعلماء أن يبنوا معجلا للجسيمات تكفي قدرته على «تخليق» جسيم هيغز، الذي تصل كتلته طبقا للنظرية نحو 200 ضعف كتلة البروتون. وبالفعل بني مصادم الهادرونات الكبير LHC على مدى نحو 15 عاما - وهو يعتبر أكبر جهاز علمي على الأرض، حيث تكلف نحو 7.5 مليار أورو (حوالي 9 مليارات دولار أمريكي حتى جوان 2010). بدأ مصادم الهادرونات الكبير العمل في عام 2011، وتمكن العلماء من رصد بوزون هيغز عمليا بنسبة ثقة 99.999% .
يقع مصادم الهادرونات الكبير (LHC) في مختبر سيرن حيث تصل فيه سرعة البروتونات إلى سرعة الضوء تقريبا. وهو يشمل دائرة تسريع للبروتوتات محيطها 27 كيلومتر تحت الأرض. تسرّع البروتونات في اتجاهين متضادين إلى سرعة مقاربة من سرعة الضوء، ثم تصوّب البروتونات ضد بعضها البعض بتلك السرعتين الهائلتين، ويتم رصد جميع ما ينتج من جسيمات وإشعاعات من هذا التصادم وتحليلها. ثم تمت دراسة نتائج هذا الاصطدام الذي يماثل ظروف الانفجار العظيم على مستوى مصغر. ولتمثيل ظروف اللحظة الزمنية 10−35 من الثانية الأولى بعد الانفجار العظيم، والتي يُعتقد أن بوزونات هيجز تكونت عندها، يتطلب تخليقها ظروفا قد تصل إلى 5000 مليار إلكترون فولت. تم تأكيد وجود جسيم هيغز من قبل سيرن يوم الأربعاء في 4 يوليو 2012 

## تأريخ

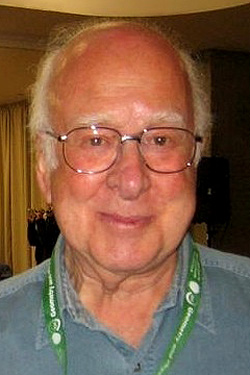
بيتر هيغز.

قدم بيتر هيغز نظريته عن الجسيم المسؤول عن كتلة الجسيمات الأولية عام 1964  ويشاركه في صياغة تلك النظرية «جيرالد جورالنيك» و«كارل هاجن» و«توم كيبل»  وقدموا اقتراحا لآلية تكتسب بواسطها الجسيمات كتلتها عن طريق تأثرها مع مجال يسمى «مجال هيغز». كانت تلك النظرية قد وجدت تطبيق لها في مجال فيزياء الجوامد ولتفسير ظاهرة التوصيل الفائق، ثم تطورت الآلية للتطبيق على الجسيمات الأولية. وطبقا لتلك النظرية يفترض أن جميع الجسيمات ذات كتلة مثل الكواركات واللبتونات، وكذلك الجسيمات المسؤولة عن القوة الضعيفة ومنها بوزون-W وبوزون-Z تكتسب كتلتها من جسيم هيغز (أو مجال هيغز).
وفي عام 1968 طبق محمد عبد السلام الفيزيائي الباكستاني آلية تسمى «آلية هيغز- كيبل» على القوة الضعيفة والتي اكتشفها «شيلدون لي جلاسجو»  و«ستيفن فاينبرج» بأنها المسؤولة عن تحلل بيتا، وأكملوا بذلك النموذج العياري للجسيمات الأولية، وحصل الثلاثة على جائزة نوبل في الفيزياء عام 1979 عن تلك الاكتشافات.
بذلك أصبح تفسير خاصية فيزيائية وهي كتلة الجسيمات مرجوع إلى تأثير مجال. وليست تلك هي الظاهرة الوحيدة والمتمثلة في تأثير مجال هيغز وارتباطها بكتلة الجسيمات، فإن كتل ما حولنا من مادة يعود إلى القوة النووية الشديدة الناشئة بين الكواركات والتي تنتج النوكليونات في نواة الذرة. فكتلة الكواركات تشكل جزءا صغيرا من كتلة النواة.
حصد البريطاني هيغز والبلجيكي إنغلرت جائزة نوبل للفيزياء 2013 تقديرا لجهودهما في تأكيد نظرية «بوزون هيغز» أو جسيم هيغز.
وكان نصرا عظيما للفيزيائئين أن تحققوا من النظرية بعد نحو 50 سنة من صياغتها. الجسيم الذي أنتجته تجربة مصادم الهادرونات الكبير، وُجد أن كتلته تبلغ 127 كتلة بروتون - أي ليست 200 كتلة بروتون كما تقول النظرية. ولكن البحوث في مصادم الهادرونات الكبير مستمرة للبحث على مختفيات أخرى ربما لا زالت غير معروفة. يعمل في المصادم نحو 2000 من العلماء من مختلف بلاد العالم.

## خواصه
جسيم هيغز غير مشحون طبقاً للنموذج العياري، وأن عزمه المغزلي مساويا للصفر ولذلك فهو يعتبر من ضمن البوزونات. وطبقا لحسابات مختبر فيرميلاب الأمريكي عام 2006 فمن المفروض أن تبلغ كتلته بين 117 و153 جيجا إلكترون فولت /c² (محسوبة على أساس كتلة البوزون-دبليو).
في مطلع عام 2011 حصل العلماء على أول نتائج التجارب الجارية في مصادم الهادرونات الكبير التابع للوكالة الأوروبية للأبحاث النووية وقاموا بنشرها في المجلات العلمية، وبأنها تشير إلى وجود جسيم هيغز في عدة من الكتل بدرجة عالية من التأكد. وطبقا لتلك القياسات تبلغ كتلة جسيم هيغز بين 116 - 130 جيجا إلكترون فولت/c² (تجربة أطلس) أو بالتالي بين 115–127 جيجا إلكترون فولت/c² (تجربة لولب مركب للميون).
كما توحي القياسات باكتشاف جسيمات هيغز بطريقة مباشرة. وفي تلك القياسات تبدو كتلة الجسيم بين 124 - 126 جيجا إلكترون فولت /
/c² (للمقارنة: تبلغ كتلة البروتون والنيوترون نحو 1 جيجا إلكترون فولت/c²). ويأمل العلماء في التاكد الكامل عن طريق إحصاءات النتائج خلال عام 2012.
.
- نلاحظ أن المقالة تعطي كتلة البوزون ليس بالكيلوجرام وإنما بتعبير طاقة الجسيم (بالجيجا إلكترون فولت) مقسومة على مربع سرعة الضوء، طبقا لمعادلة اينشتاين عن تكافؤ المادة والطاقة.
- تصور هيغز: يتصوره هيغز أن مجالا يسمى مجال هيغز ينشأ عن وجود جسيمات هيغز، وان هذا المجال يعتبر غليظا بحيث تجد فيه الجسيمات مقاومة تحت تأثيره، ويعمل هذا التأثير على ظهور ما نسميه كتلة الجسيم. فالإلكترون مثلا يلاقي في مجال هيغز مقاومة صغيرة فيكون له كتلة صغيرة، أما جسيم آخر مثل البروتون فيجد - طبقا لنظرية هيغز - مقاومة (يمكن تشبيهها بلزوجة السوائل) أكبر في مجال هيغز فيظهر البروتون وله كتلة كبيرة.
- في مصادم الهادرونات الكبير تتصادم بروتونات تدور في حلقة المصادم بسرعة مقاربة لسرعة الضوء في اتجاهين متضادين، حيث تبلغ طاقة البروتونات المعجلة نحو 5و3 ترليون إلكترون فولت. ولكي يتم التصادم فيعمل الفيزيائيون على تدوير فيضا من البروتونات في المعجل في اتجاه، وتدوير فيضا ثانيا من البروتونات أيضا في اتجاه عكسي ولها نفس سرعة بروتونات الفيض الأول ويدعونهما للاصطدام بطاقة تبلغ عندئذ ضعف طاقتيهما (أي 7 ترليون إلكترون فولت في وسط عداد كبير. تلك الطاقة تحاكي ما كان موجودا من طاقة خلال الانفجار العظيم ولكن في إطار صغري. أي تسمح تلك الطاقة وما يتولد منها من جسيمات (طبقا لتكافؤ المادة والطاقة لأينشتاين) من متابعة الجسيمات التي ظهرت عقب حدوث الانفجار العظيم مباشرة. دراسة تلك الجسيمات الناتجة تساعدنا على فهم نشأة المادة ونشأة الكون. يقوم العداد الكبير بتسجيل كل ما ينشأ من جسيمات وإشعاعات (أنظر تجربة أطلس).
- من ناحية أخرى فلا يتضمن النموذج العياري للجسيمات تفسيرا واضحا لوجود الجاذبية وهي قوة أساسية في الكون. وكذلك لا يقول النموذج شيئا عن الطاقة المظلمة ولا عن المادة المظلمة واللتان تشكلان نحو 80 % من الكون، ويأمل الفزيائيون أن يتوصلوا عن طريق مصادم الهادرونات الكبير إلى اكتشافات تفسر لنا تلك الألغاز.

## اقرأ أيضا
- جسيم أولي
- بوزون
- تجربة أليس
- تجربة أطلس
- انفجار عظيم
- قوى أساسية
- خط زمني للانفجار العظيم